# Hans Dreier
Hans Dreier (21. august 1885 – 24. oktober 1966) var en tysk art director.
Han var Paramount Pictures' tilsynsførende art director fra 1927 til han gik på pension i 1950.
Dreier blev født i Bremen, Tyskland i 1885. Han startede sin karriere i den tyske filmindustri i 1919 som assisterende designer hos UFA Studios.
På opfordring fra den tyske instruktør Ernst Lubitsch flyttede Dreier til Hollywood i 1923 for at arbejde for Paramount Pictures. Hans første hollywoodfilm var Dronningens Garde fra 1924, som var instrueret af Lubitsch og havde Pola Negri i hovedrollen.
Dreier bidrog til næsten 500 film gennem sin lange karriere, inklusive mange film instrueret af Josef von Sternberg og Ernst Lubitsch.
Han var nomineret til en Oscar 23 gange. Han vandt en Oscar for bedste scenografi (farver) for Fribytterens lady (1944) og Samson og Dalila (1949).
Han vandt også en Oscar for bedste scenografi (sort og hvid) for Sunset Boulevard (1950)